# Troels Malling Thaarup
Troels Malling Thaarup (født 23. maj 1972) er en dansk skuespiller.
Malling er uddannet fra Statens Teaterskole i 2001 og har siden været ansat på bl.a. Aalborg Teater, hvor han har haft roller i Laser og pjalter, Nøddebo Præstegård og Erasmus Montanus.
Han blev for alvor landskendt i 2009 som medvirkende i satireprogrammet Krysters Kartel sammen med Brian Lykke, Christine Exner og Laura Kvist Poulsen. Han lægger også dansk stemme til Indianer i dukkeserien Cowboy, Indianer og Hest. 
Malling var med i tredje sæson af Live fra Bremen.

## Filmografi
- Olsen-banden Junior (2001) – Jørgensen
- Der ingen ende på Vejle (2007) – Chefen
- Flemmings Helte (2007) Thøger, Videodagbog
- Blå mænd (2008) – Sofies ven
- Parterapi (2010) – Betjent
- Klassefesten (2011) – klassekammeraten
- Jul i Kommunen (2012)
- Swinger (2016)
- Fuhlendorff og de skøre riddere (2022) - død mand i en kiste